# Archives of Women Artists, Research and Exhibitions
Pour les articles homonymes, voir AWARE.
AWARE : Archives of Women Artists, Research and Exhibitions est une association fondée par Camille Morineau en 2014. Elle a pour objet de réhabiliter les artistes femmes sous-représentées dans l'histoire de l'art, les ouvrages d'art, les expositions et les collections de musées. Elle est située à Paris.

## Historique
Camille Morineau, historienne de l'art spécialiste des artistes femmes et conservatrice au musée national d’Art moderne organise en 2009-2010, l'accrochage elles@centrepompidou qui présente 350 œuvres réalisées par des femmes, issues des collections du musée. La manifestation rencontre le succès auprès du public. 
Camille Morineau propose la création d'un centre de recherches sur les femmes artistes au sein du Centre Pompidou. L'institution ne donne pas suite. C'est dans ce contexte que Camille Morineau quitte le musée et fonde avec Margot Mérimée Dufourcq, Daphné Moreau, Nathalie Rigal, Elisabeth Pallas, Alexandra Vernier-Bogaert et Julie Wolkenstein, l'association Aware en 2014.

## Activités
L'objectif de l'association est de replacer les artistes femmes du XXe siècle dans l’histoire de l’art écrite en majeure partie par des hommes sur des hommes et d'en combler les manques. Aware est un centre de documentation qui recense de façon méthodique les vies et les œuvres des femmes artistes, à partir d'archives. Aware développe également un travail d'édition avec publication d'ouvrages et un magazine sur l'actualité de l'art.

## Prix AWARE
Les femmes sont majoritaires dans les écoles d'art, mais elles ne sont que 20% à 30% des promues au prix Marcel-Duchamp (France), au prix Turner (Grande-Bretagne), au prix Hugo Boss (États-Unis) ou encore au Praemium Imperiale (Japon). Quelques institutions ont décidé de mettre en avant le travail des artistes femmes en leur dédiant un prix, tel le prix Max-Mara délivré par Whitechapel Gallery à Londres ou le prix Gabriele Münter délivré par le Frauenmuseum de Bonn. En 2017, Aware décide d'attribuer chaque année deux prix, le prix AWARE pour une artiste émergente, le prix d'honneur à une artiste déjà reconnue.

### Lauréates
- 2024[6]
  - Laura Huertas Millán
  - Katerina Thomadaki, prix d'honneur

- 2023[7]
  - Louisa Babari
  - Rose Lowder, prix d'honneur
- 2022[8]
  - Myriam Mihindou
  - Laura Lamiel, prix d'honneur
- 2021[9]
  - Gaëlle Choisne
  - Barbara Chase-Riboud, prix d'honneur
- 2020[10]
  - Tiphaine Calmettes, prix AWARE 2020
  - Marie Orensanz, prix d’honneur
- 2019[11]
  - Hélène Bertin, prix AWARE 2019
  - Jacqueline de Jong, prix d'honneur
- 2018[12]
  - Violaine Lochu, prix AWARE 2018
  - Vera Molnár, prix d'honneur
  - Nil Yalter, prix d'honneur
- 2017[13]
  - Laëtitia Badaut Haussmann, prix AWARE 2017
  - Judit Reigl, prix d'honneur

### Nommées
- 2022[14]
  - Valérie John, prix Nouveau regard
  - Katia Kameli, prix Nouveau regard
  - Myriam Mihindou, prix Nouveau regard
  - Mathilde Rosier, prix Nouveau regard
- 2021[15]
  - Myriam Boulos, prix AWARE
  - Sara Ouhaddou, prix AWARE
  - Mona Varichon, prix AWARE
- 2020[16]
  - Bianca Bondi, prix AWARE
  - Josèfa Ntjam, prix AWARE
  - Ghita Skali, prix AWARE

- 2019
  - Eva Barto, prix AWARE
  - Farah Khelil, prix AWARE
  - Marion Verboom, prix AWARE

- 2018
  - Julie Béna, prix AWARE
  - Mélanie Matranga, prix AWARE
  - Marianne Mispelaëre, prix AWARE
  - Nicola L., prix d'honneur
  - Tania Mouraud, prix d'honneur
- 2017
  - Eva Nielsen, prix AWARE
  - Cécile Beau, prix AWARE
  - Laurence Cathala, prix AWARE
  - Simone Fattal, prix d'honneur
  - Dominique De Beir, prix d'honneur
  - Gloria Friedmann, prix d'honneur